# Göran Enander
Stig Göran Enander, född 1 september 1955 i Gällstads församling, Älvsborgs län, är en svensk ämbetsman som var landshövding i Uppsala län mellan 1 november 2016 och 28 februari 2023.

## Karriär
Göran Enander var statssekreterare på Miljö- och energidepartementet under 2014–2015 och förvaltningschef vid Vetenskapsrådet 2013–2014. Under åren 2011–2013 var Enander länsöverdirektör vid Länsstyrelsen i Skåne län och i samband med detta t f landshövding i Skåne under kortare perioder Han var generaldirektör för Skogsstyrelsen, 2003–2008 och planeringschef vid Miljödepartementet, 2001–2002. Under åren 1990–1995 var han miljövårdsdirektör och 1996–1997 länsråd vid Länsstyrelsen i Älvsborgs län. Enander arbetade som miljö- och hälsoskyddschef i Ulricehamns kommun, åren 1981–1987.
Göran Enander var ordförande i Svenska Naturskyddsföreningen 1998–2000. Sedan 2003 ledamot av Kungliga Skogs- och Lantbruksakademien (KSLA). Han är ledamot i Kungl. Patriotiska sällskapetsedan 2017 , ledamot i Kungl. Gustav Adolf Akademien sedan 2017 samt i Kungliga sällskapet Pro Patria sedan 2017[källa behövs]. Han är hedersledamot i Uplands nation, Uppsala, samt Västgöta nation, Uppsala.[källa behövs]

## Uppdrag inom forskning
Göran Enander var ledamot av Skogs- och jordbrukets forskningsråd, SJFR, 2000, ledamot i Miljöstrategiska forskningsstiftelsen, Mistra 2001–2004 och ordförande för Forskningsrådet för miljö, areella näringar och samhällsbyggande (Formas), 2005–2009.

## Utredningar
- Utredare, Svenska kyrkans skogsbruk, 2023- [15]
- Särskild utredare, Vita certifikat, 2021-2022.[16]
- Särskild utredare, Förutsättningar för statliga energisparlån, 2016–2017.[17]
- Utredare, Spridning av PFAS föroreningar i dricksvatten, 2015–2016.[18]
- Särskild utredare, Havsmiljöutredningen, 2006–2008.[19]
- Arbetande expert, Tunnelkommissionen Hallandsåsen, 1998.[20]
- Expert, Miljöhälsoutredningen, 1996.[21]

## Utmärkelser
- Hans Majestät Konungens medalj i guld av 12:e storleken med Serafimerordens band.
- Kommendör av Isländska falkorden[källa behövs]
- Isabella den katolskas orden (Spanien).[källa behövs]